# Pasewalk
Pasewalk is een gemeente in de Duitse deelstaat Mecklenburg-Voor-Pommeren, gelegen in de Landkreis Vorpommern-Greifswald. De stad telt 9.948 inwoners.

## Geografie
Pasewalk is de bestuurszetel van het Amt Uecker-Randow-Tal, dat uit 15 kleine gemeenten rondom de stad bestaat. Pasewalk zelf behoort niet tot dit Amt.
De gemeente bestaat uit 5 stadsdelen, te weten:
- de stad Pasewalk zelf
- Franzfelde, ten westen van de stad
- Friedberg, ten noordoosten van de stad
- Steinbrink, een gehucht, dat 3 km ten noorden van de stad ligt
- Stiftshof, een grote boerderij op één kilometer ten oosten van Friedberg

Pasewalk heeft een oppervlakte van 54,99 km² en ligt in het noordoosten van Duitsland. Het ligt aan de Uecker aan de noordkant van de streek Uckermark.

### Buurgemeentes
In de richting van de wijzers van de klok, beginnend in het noorden:
- Viereck
- Krugsdorf
- Zerrenthin
- Polzow
- Fahrenwalde
- Rollwitz
- Papendorf
- Schönwalde
- Jatznick.

## Infrastructuur

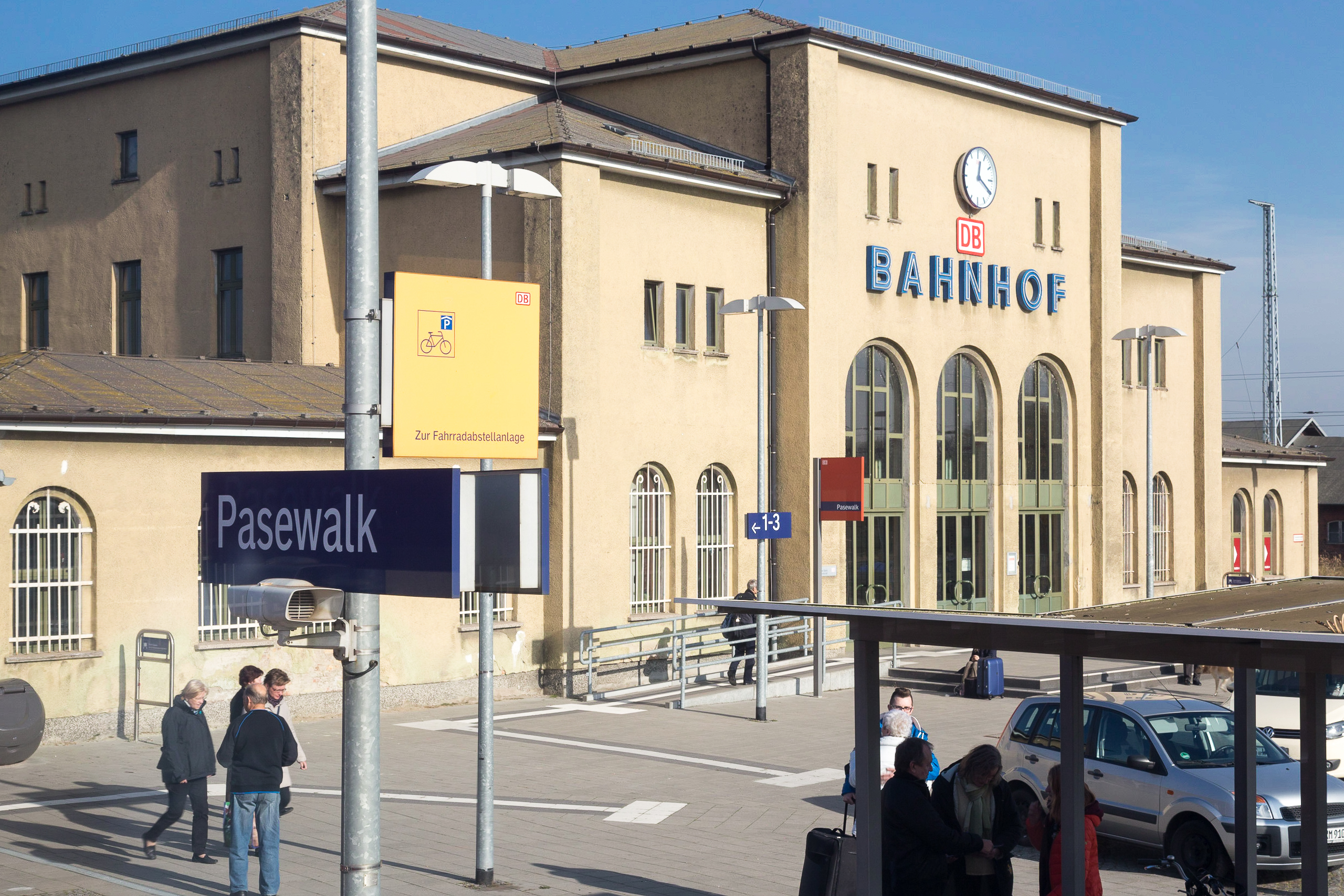
Station
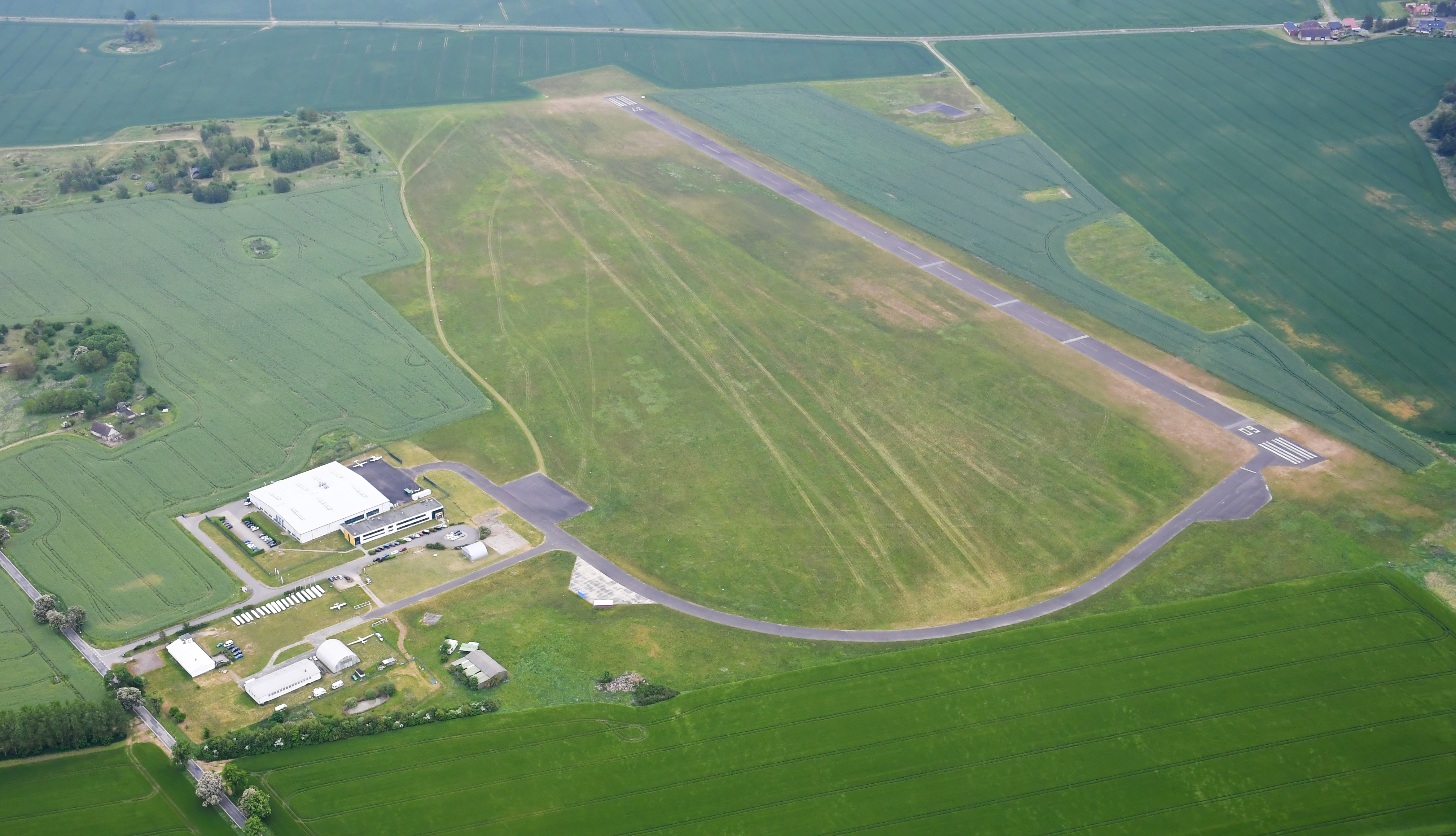
Vliegveld

Station Pasewalk is een niet onbelangrijk regionaal spoorwegknooppunt. Dit station werd in 1863 geopend. Het bevindt zich één kilometer ten noorden van de binnenstad en wordt door de rivier de Uecker daarvan gescheiden. Aan de lijn naar Stettin Hbf in Szczecin, in Polen, ligt op 1,6 km ten oosten van dit station nog een tweede station, Bahnhof Pasewalk-Ost.
Ongeveer 7 km ten zuidwesten van Pasewalk loopt de Autobahn A20, die nabij de stad twee afritten heeft. De voornaamste hoofdverkeerswegen, die door de stad heen lopen zijn de Bundesstraße 104, die de A20 op afrit nummer 35 Pasewalk-Nord kruist, en de Bundesstraße 109, die de A20 te Rollwitz op afrit nummer 36 Pasewalk-Süd kruist.
Pasewalk beschikt sedert 1957 over een klein vliegveld met een verharde start- en landingsbaan van 900 meter lengte en 23 m breedte (ICAO-code: EDCV). Het veld bevindt zich 3 km ten westen van het stadscentrum.

## Economie

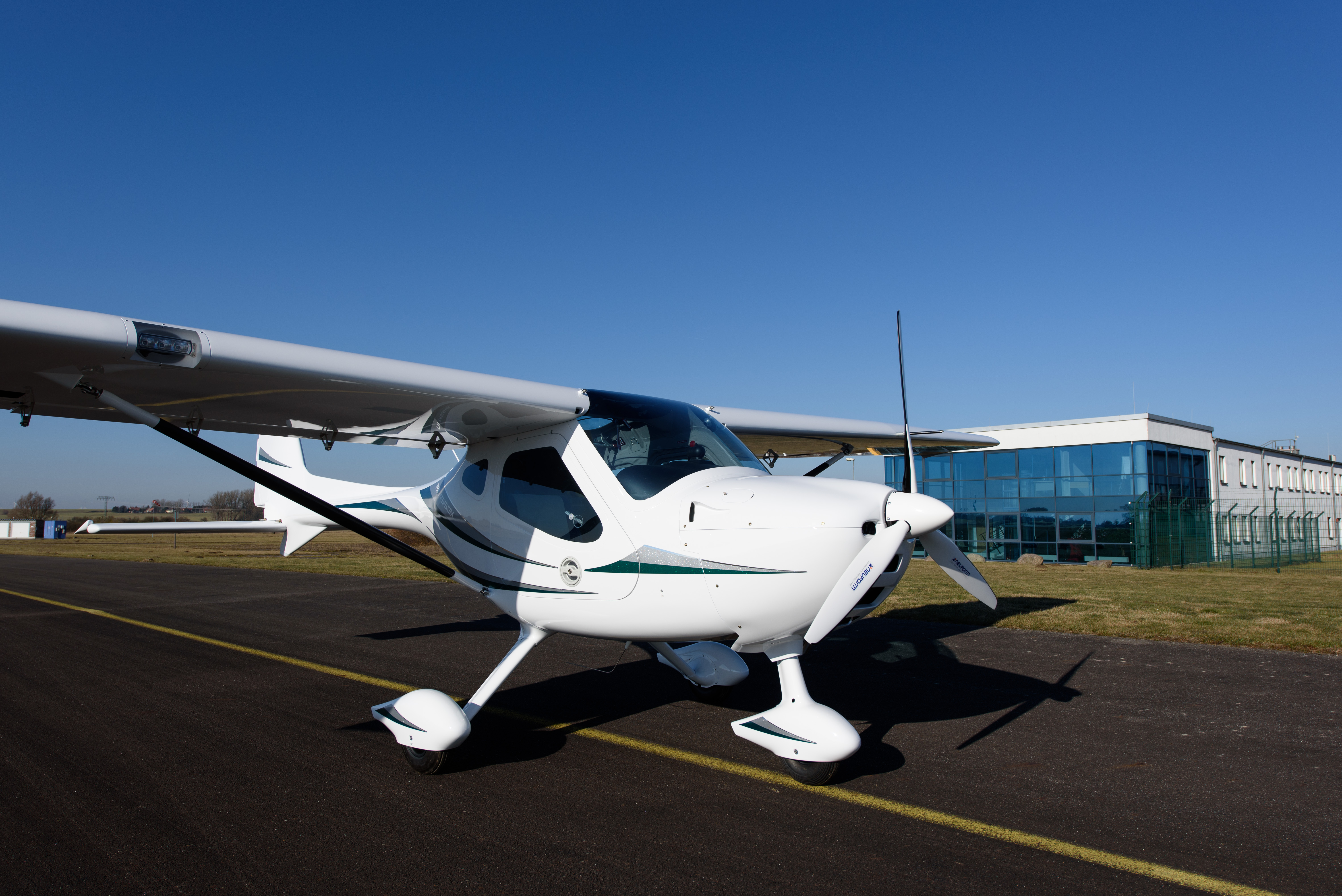
Ultra-light-vliegtuigje Remos GX, dat sedert 2007 te Pasewalk wordt geproduceerd

- In Pasewalk staat een kleine fabriek van ULV-vliegtuigjes.
- In 2023 opende schoenfabriek Birkenstock te Pasewalk een bedrijfslocatie.
- In de stad staat een groot callcenter van het Amerikaanse bedrijf Sykes Enterprises. Dit is een van de belangrijkste werkgevers in Pasewalk.

## Geschiedenis

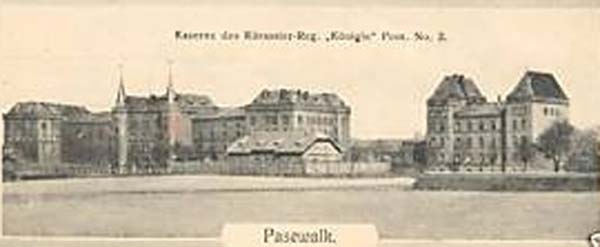
Kurassierskazerne van het te Pasewalk gelegerde regiment
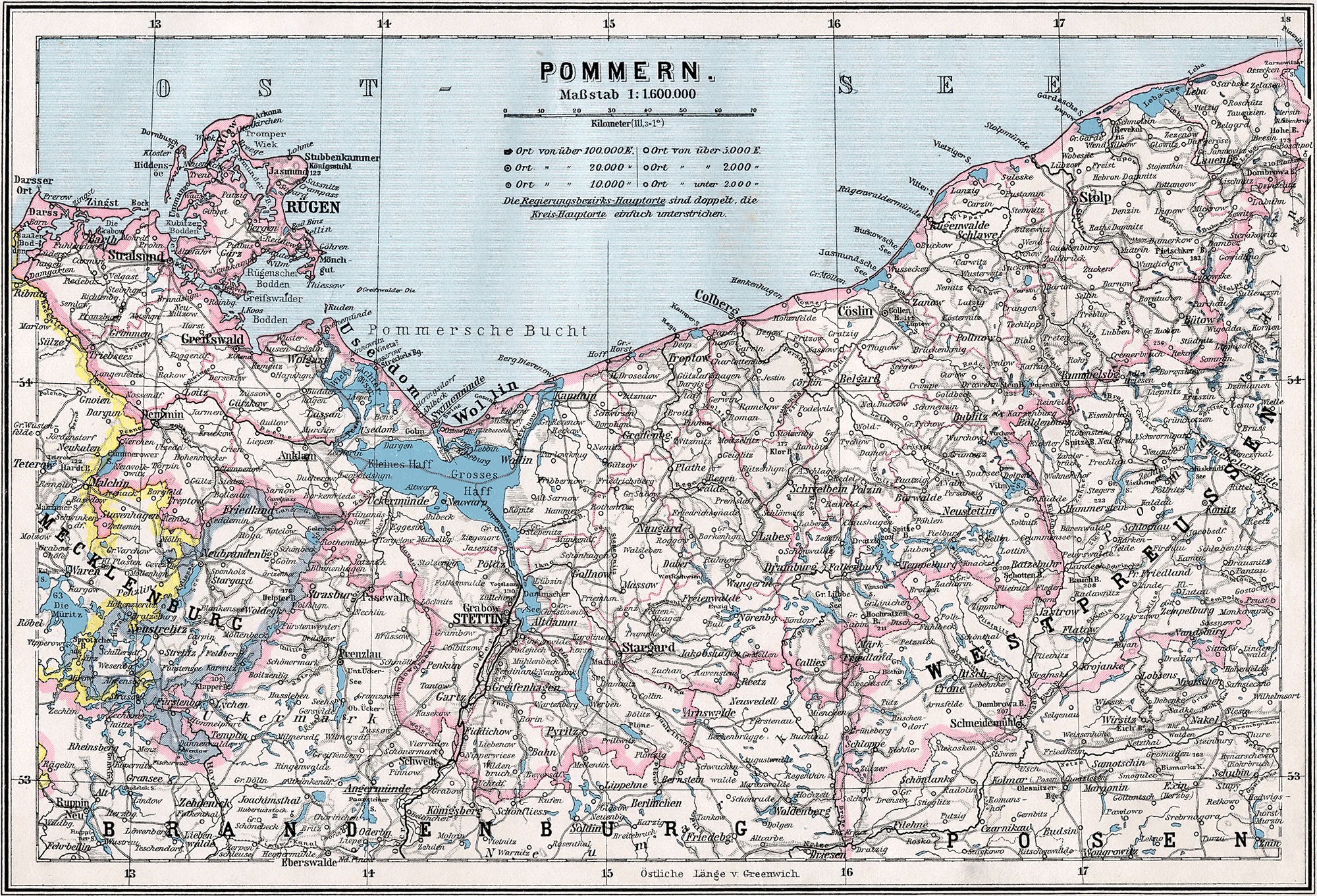
Kaart van Pommeren uit 1905. Pasewalk ligt ten westen van Stettin op de grens met Brandenburg.

Pasewalk dankt zijn naam aan een in de 11e of 12e eeuw door leden van een Slavisch volk gestichte burcht. De locatie werd in 1177 Pozdewolk genoemd, wat als ringwal van de wolf wordt geïnterpreteerd. Mogelijk hebben Slavische stammen rond het jaar 1000 hier een Vikinghoofdman met de naam Jarl Wolf en diens mannen verdreven.
Tussen 1250 en 1276 (oudste vermelding hiervan) verkreeg Pasewalk stadsrechten.
Van de 13e tot en met de 16e eeuw was de stad een speelbal tussen het Hertogdom Pommeren en Mark Brandenburg regerende heren. Meestal lag Pasewalk in Pommeren. De eerste Pommerse hertogen hadden in hun familiewapen drie griffioenkoppen, die in het stadswapen van Pasewalk zijn overgenomen. De ligging van de stad op de grens tussen deze twee landen duurde voort tot en met de tijd van het Duitse Keizerrijk (1871-1919).
In de Dertigjarige Oorlog (1618-1648) werd de stad geheel verwoest. In deze oorlog wordt met name het door katholieke troepen onder bevel van Johan van Götzen aangerichte bloedbad van september 1630 als een tragisch dieptepunt van de stadsgeschiedenis beschouwd. Van 1648 tot aan de Grote Noordse Oorlog in 1720 behoorde Pasewalk tot Zweeds-Pommeren. Nadien behoorden zowel Brandenburg als Pommeren de facto tot Pruisen. In deze periode stonden de Pruisische koningen aan hugenoten, uit Frankrijk verdreven protestanten, toe, zich in de (na de Dertigjarige Oorlog nog steeds dunbevolkte) streek te vestigen. De hugenoten legden zich toe op o.a. de teelt en verwerking tot rookwaar van tabak.
Van 1717 tot 1919 was Pasewalk standplaats van een beroemd, naar de Pruisische koningin genoemd, regiment kurassiers (Kürassier-Regiment „Königin“ (Pommersches) Nr. 2). In de 19e en het begin van de 20e eeuw lieten de commandanten van dit regiment deftige villa's voor zichzelf bouwen. Eén zo'n huis, de Villa Knobelsdorff, werd in 1996 gerestaureerd en tot hotel-restaurant verbouwd. Een gedeelte van de kurassierskazerne bestaat nog. Het gebouw, waarin o.a. het bestuur van het Amt Uecker-Randow-Tal is gevestigd, maakt deel uit van de stadswijk Historisches U, ten zuiden van het centrum.
Tussen 1812 en plm. 1900 vestigden veel uit oostelijker streken van Europa voor pogroms gevluchte joden zich in Pasewalk. Eén van hen bedreef een ijzergieterij, die bekend werd als producente van ijzeren putdeksels.
In de 19e en 20e eeuw was Pasewalk een niet onbelangrijke industrieplaats. De zgn. Gründerzeit bracht de stad economische voorspoed. Er werden in deze periode veel openbare gebouwen in historiserende stijlen gebouwd, waaronder het plaatselijke gymnasium in een neo-baksteengotiek.
Zoals ook in veel andere steden, werden in Pasewalk ten tijde van Adolf Hitlers Derde Rijk de joden vanaf 1938 vervolgd. De synagoge ging bij de Kristalnacht in november 1938 in vlammen op. De meeste joden wisten door tijdige emigratie aan de Holocaust te ontkomen. Aan het eind van de Tweede Wereldoorlog, op 25 en 26 april 1945, werd Pasewalk door troepen van het Russische Rode Leger geheel verwoest en daarna veroverd. Wel bleven de middeleeuwse stadsmuren en -torens grotendeels gespaard. Vanaf de jaren-1950 volgde, net als in andere Oost-Duitse steden, een wederopbouw met o.a. enkele typische Plattenbau-flatwijken.
Van 1949 tot 1990 lag Pasewalk in de DDR.
Na Die Wende nam de bevolking af van ruim 15.000 in 1990 tot minder dan 10.000 rond 2020. Vermoedelijk zijn in deze periode veel mensen naar economisch sterkere gebieden in Duitsland verhuisd.

## Bezienswaardigheden, toerisme
Van de oude, middeleeuwse stadsommuring is een gedeelte bewaard gebleven, o.a. de stadstoren Kiek in de Mark (bouwjaar 1445, aan de zuidkant van de stad).
Ook staan in Pasewalk nog twee middeleeuwse, tegenwoordig evangelisch-lutherse, kerkgebouwen. Dit zijn de gedeeltelijk van natuursteen in 1177 gebouwde, en daarna diverse malen verbouwde en gerenoveerde Nicolaikirche en de van rond 1450 daterende Marienkirche. Van deze laatste kerk is de kerktoren in 1986 door o.a. natuurgeweld verloren gegaan en tussen 1988 en 1994 herbouwd.
Een ander markant gebouw in de binnenstad is het 13e-eeuwse Heilige-Geesthospitaal (St. Spiritus). Het maakt deel uit van een verpleeghuis voor ouderen.
In en naast de stadspoort Prenzlauer Tor is het stedelijke museum gevestigd. Een gedeelte is gewijd aan de geschiedenis van de in Pasewalk gelegerde kurassiers. Een ander gedeelte bevat o.a. pentekeningen van de plaatselijke beeldend kunstenaar  Paul Holz (1883-1938).
In een van de stadsparken is een 5 hectare grote tuin voor verschillende vormen van kunst ingericht, met de naam KunstgARTen.
In de voormalige Marstall, het stallencomplex, van de kurassierskazerne zijn enkele culturele instellingen ondergebracht voor muziek, toneel e.d.
Direct ten noorden van Station Pasewalk staat een door vrijwilligers liefdevol beheerde, historische locomotiefloods. Af en toe vinden hier kleine, meestal aan het spoorwegwezen gerelateerde, evenementen plaats. Ook is er een caravan-standplaats en een klein hotel aanwezig. De aanpalende watertoren herbergt een klein spoorwegmuseum. Bijzonder is, dat men overnachtingen in slaapwagons van de voormalige Deutsche Reichsbahn kan boeken. Deze wagons waren voor DDR-begrippen zeer comfortabel. Er is zelfs een slaapwagon aanwezig, waarin destijds SED-leider Erich Honecker tijdens dienstreizen nog heeft overnacht.
Ten zuiden van de stad ligt het bos Pasewalker Kirchenforst.
Pasewalk ligt aan een toeristische langeafstands-fietsroute Berlijn - Usedom v.v..

## Partnersteden
- Halen (België)
- Norden, Nedersaksen, (Duitsland)
- Police (Polen)

## Afbeeldingen

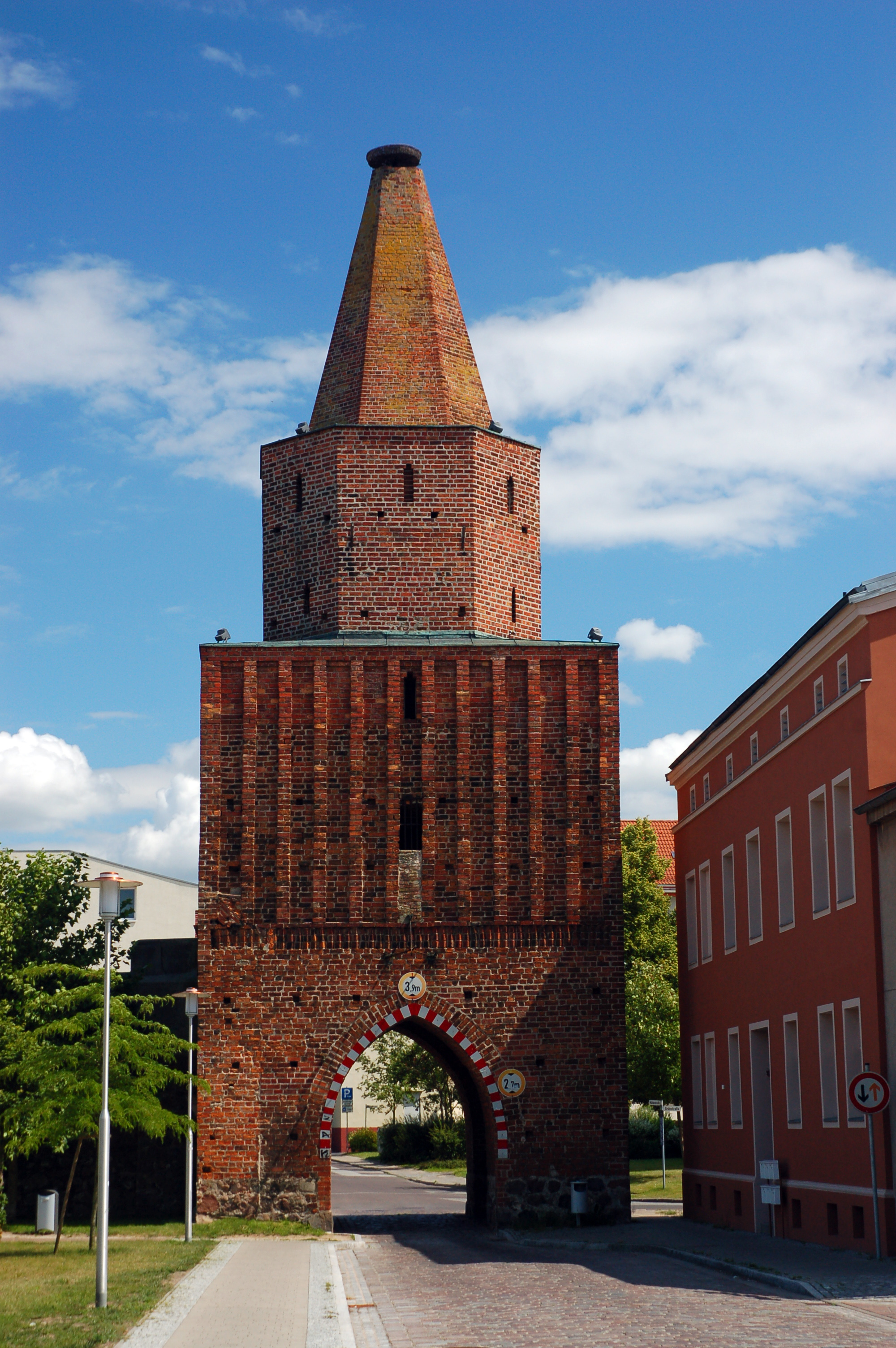
Molenpoort (Mühlentor)
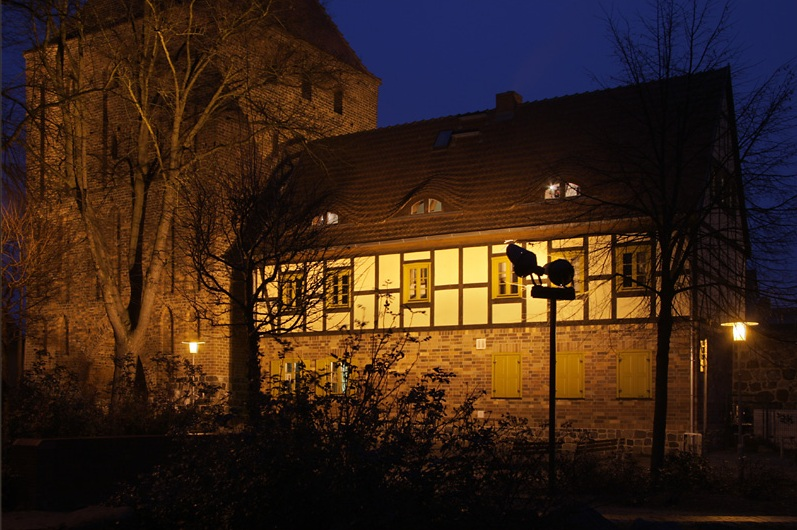
Stadsmuseum in en naast de poort Prenzlauer Tor
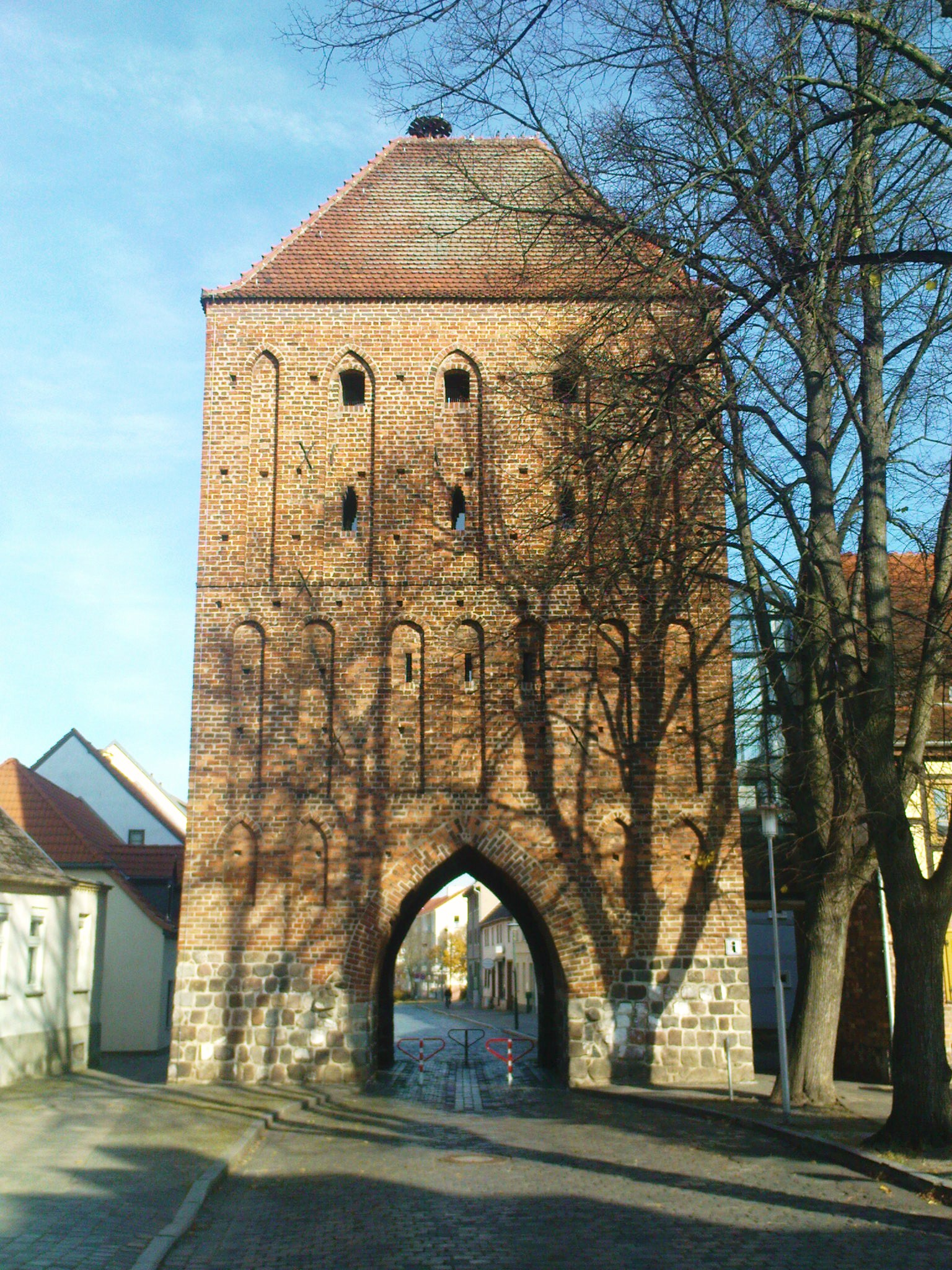
Het Prenzlauer Tor stadinwaarts gezien
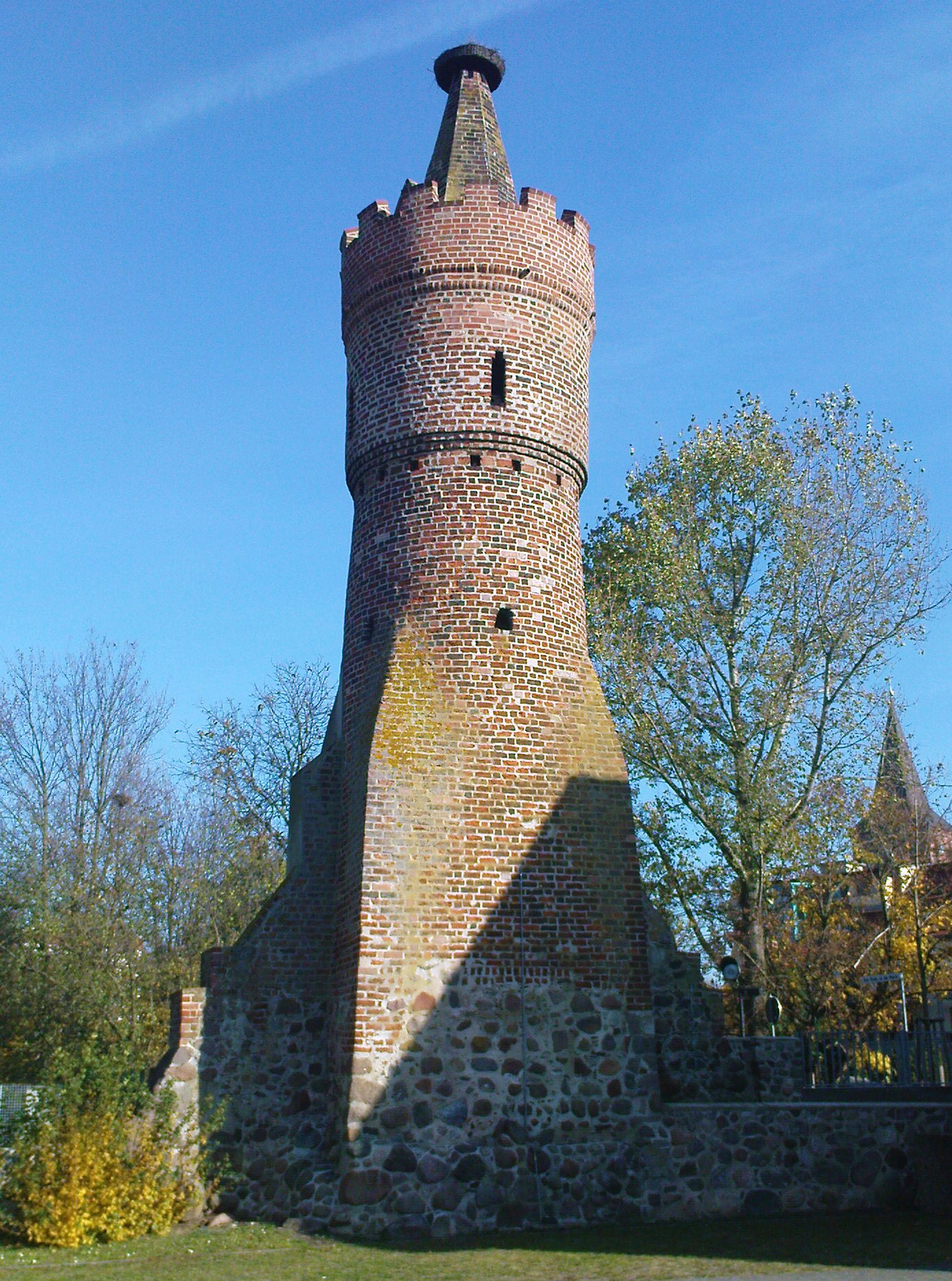
Stadstoren Kiek in de Mark
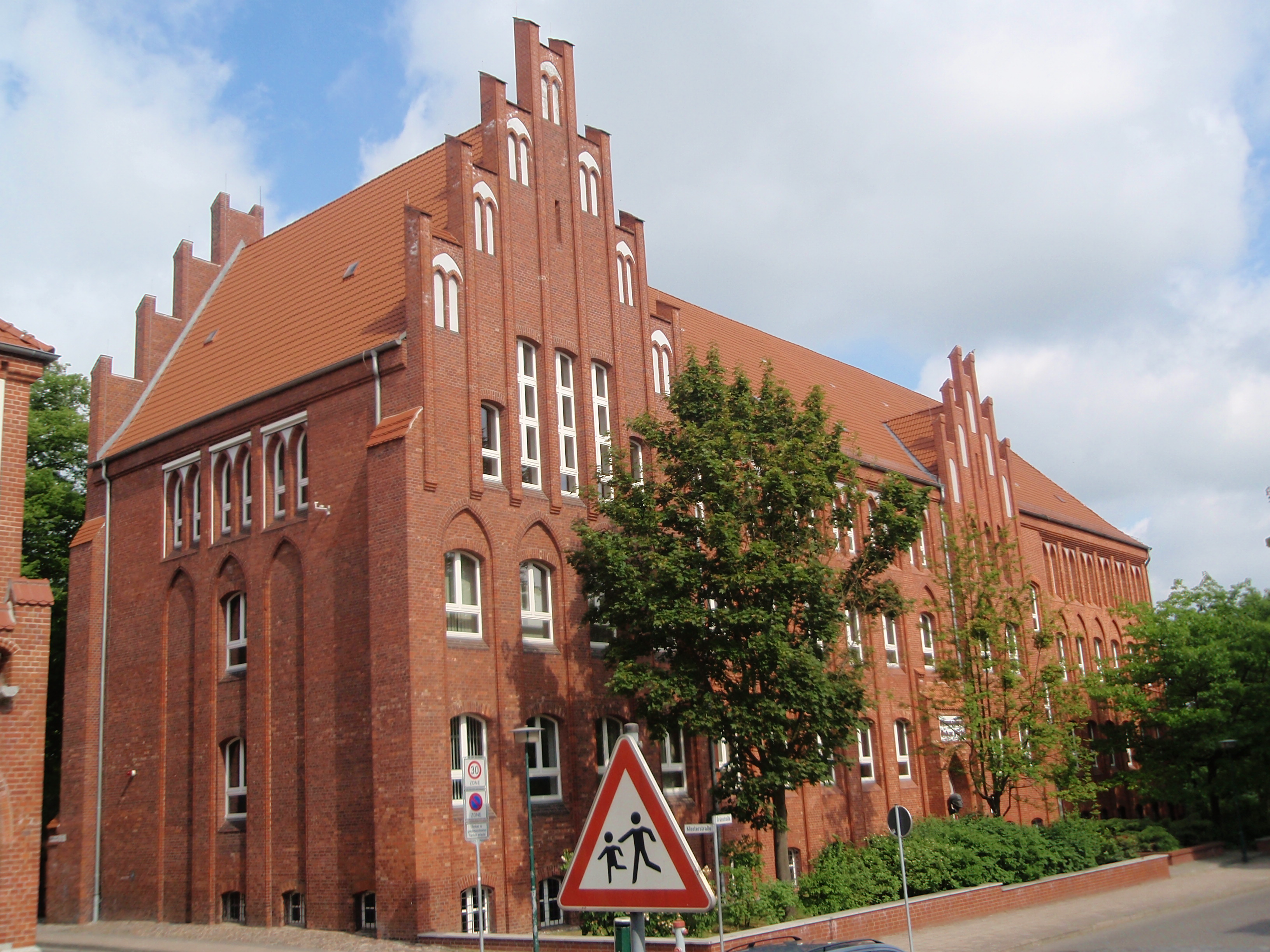
Oskar-Picht-Gymnasium, v.m. hogere meisjesschool (1905)
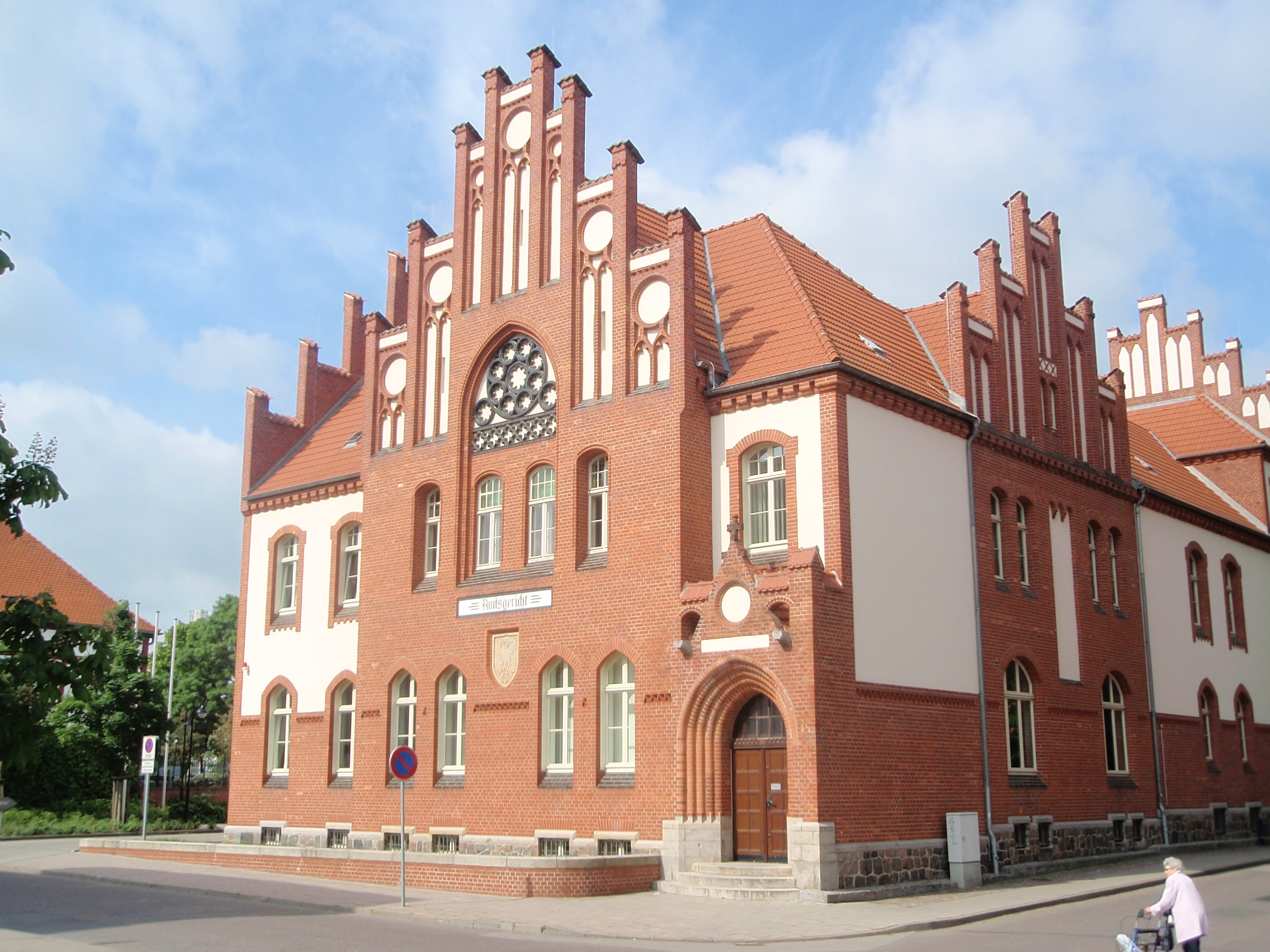
Amtsgericht
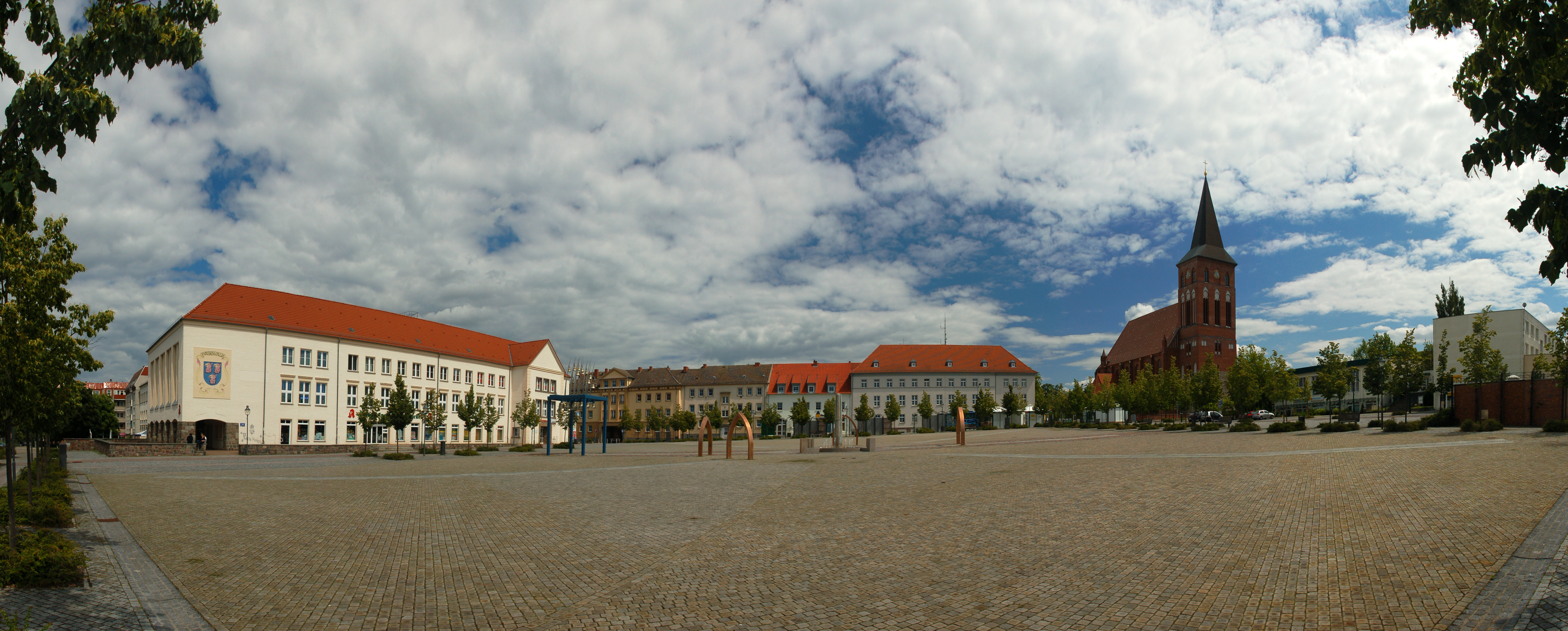
Marktplein (1)
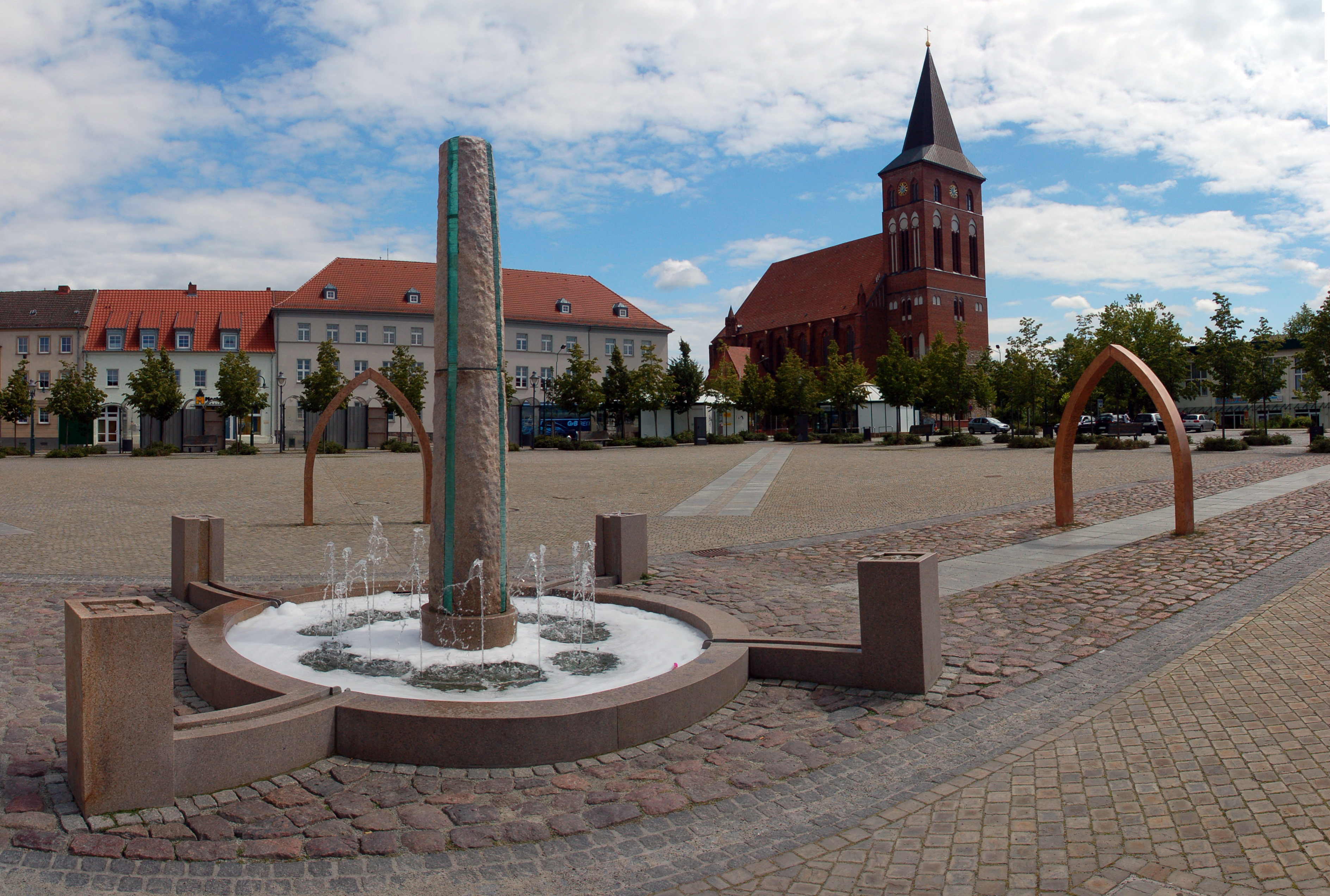
Marktplein (2)
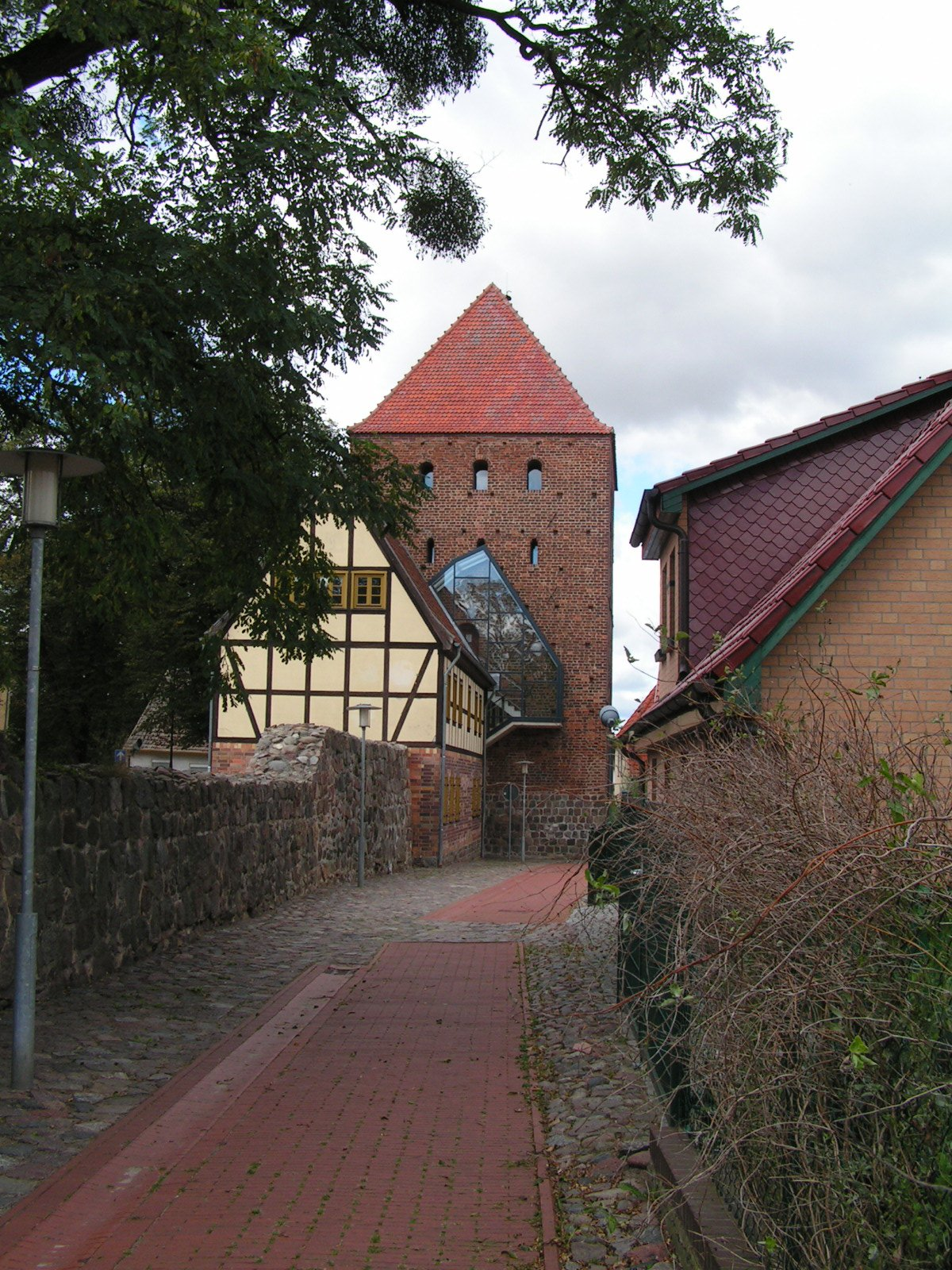
Oude stadsmuur
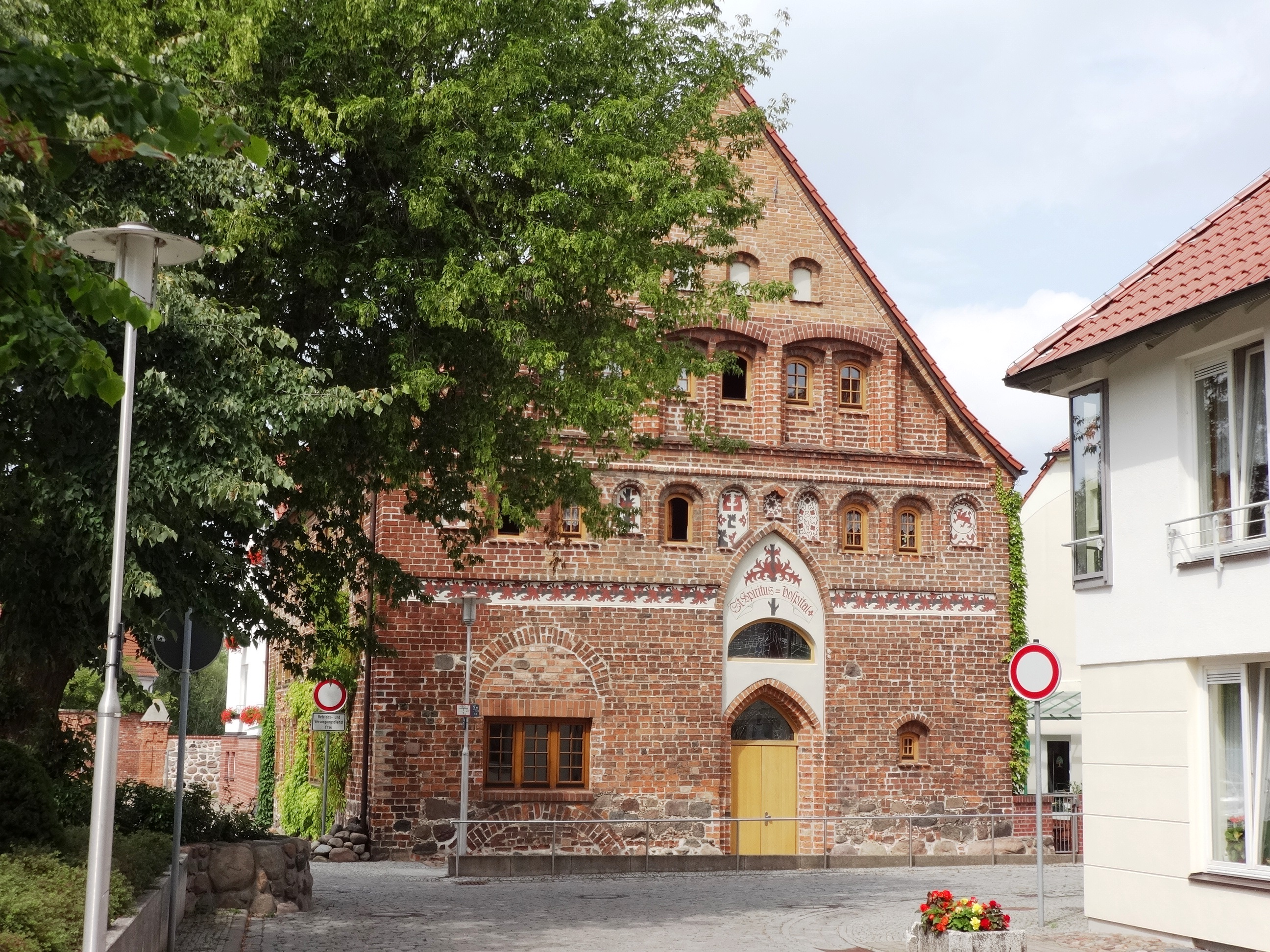
13e-eeuws Heilige-Geesthospitaal (St. Spiritus)
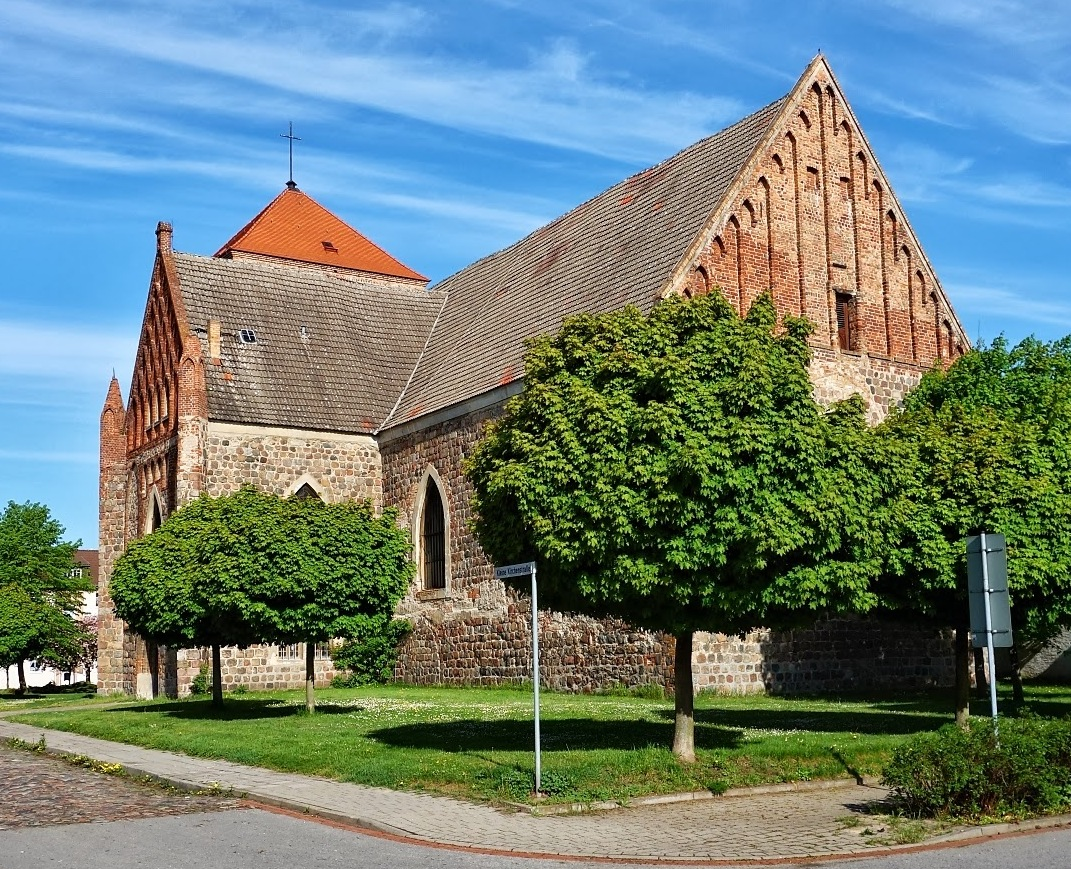
St. Nicolaaskerk (Nikolaikirche)
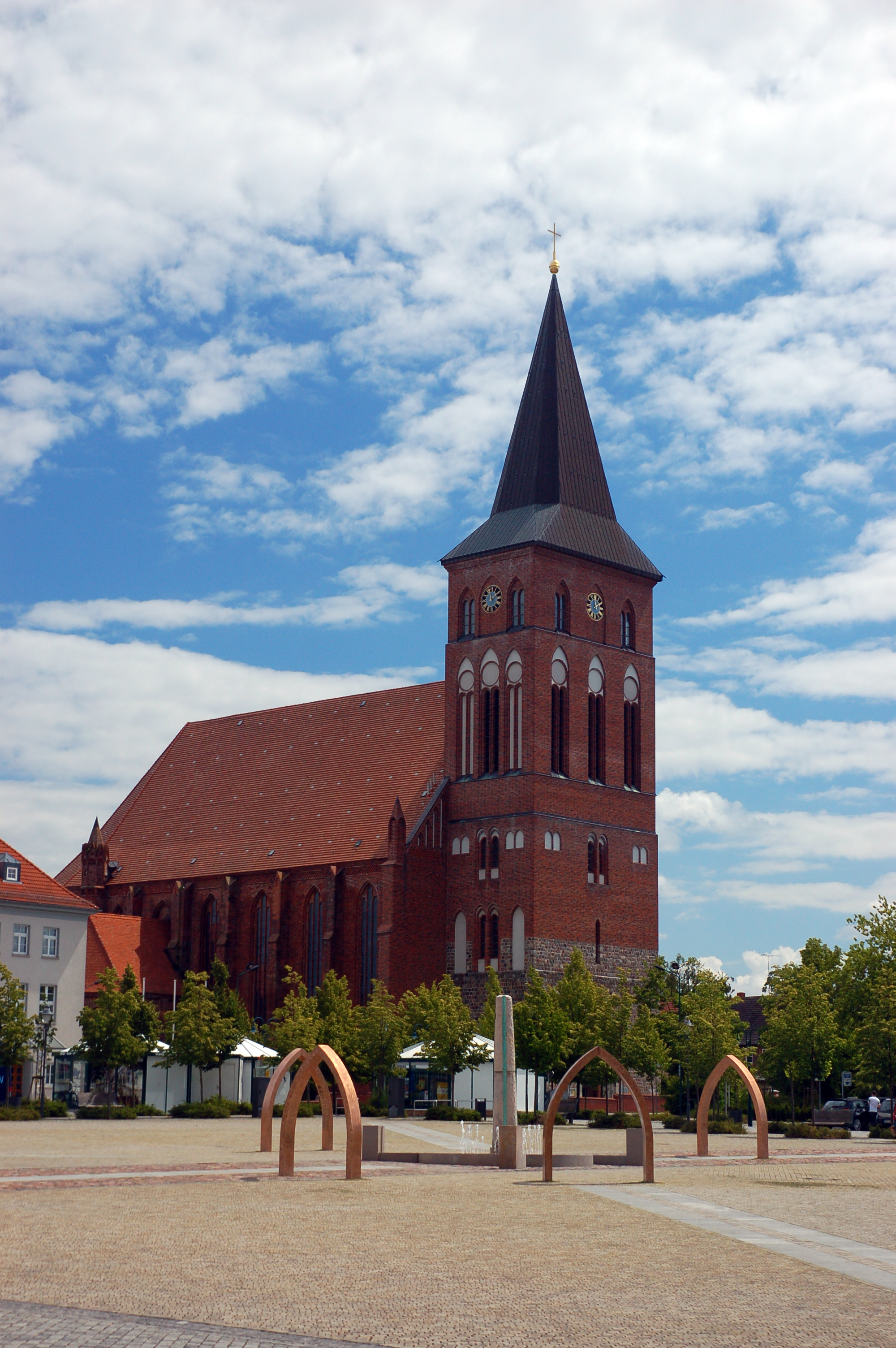
Mariakerk (Marienkirche)
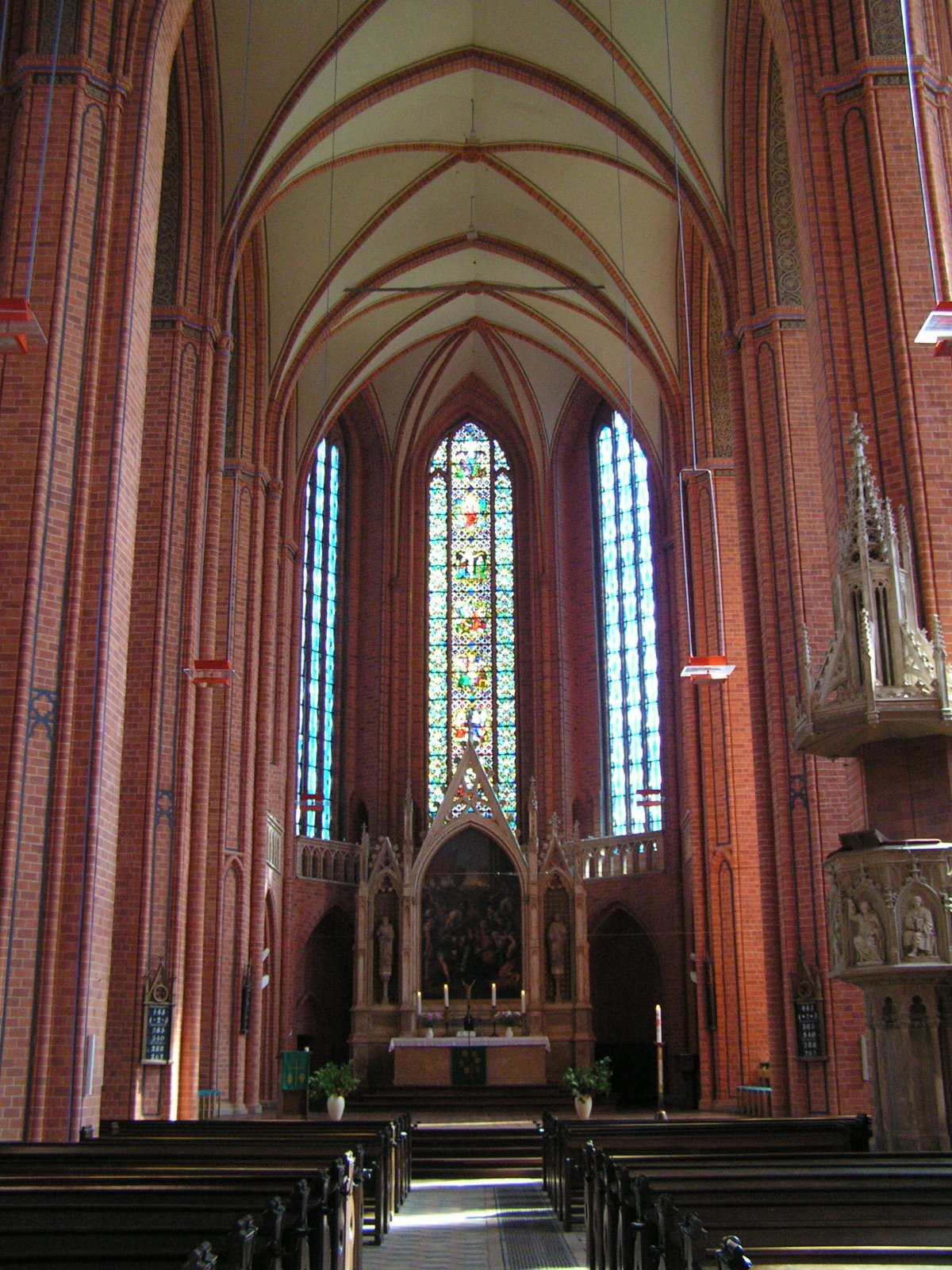
Interieur van deze kerk
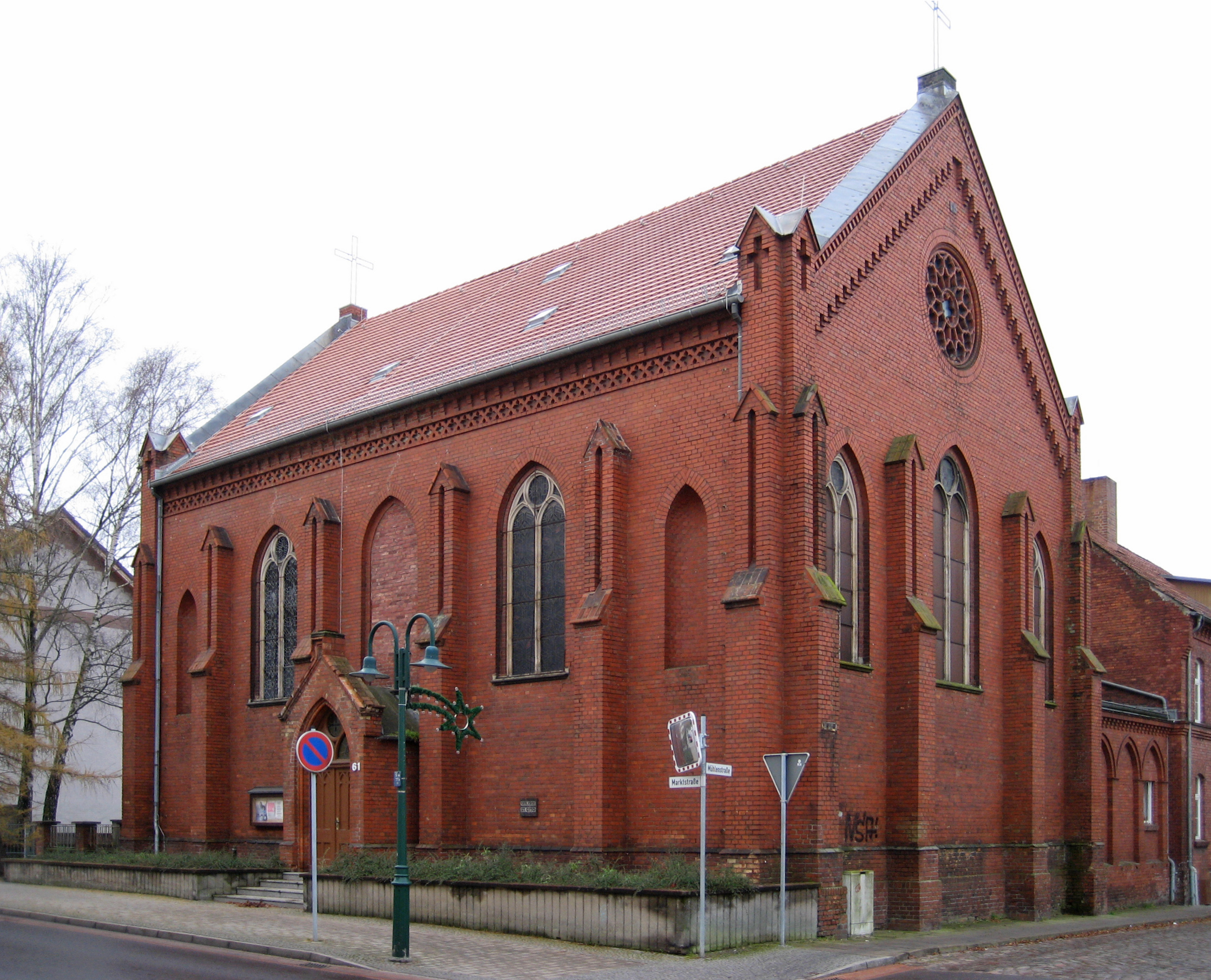
R.K. St.-Ottokerk (1885)
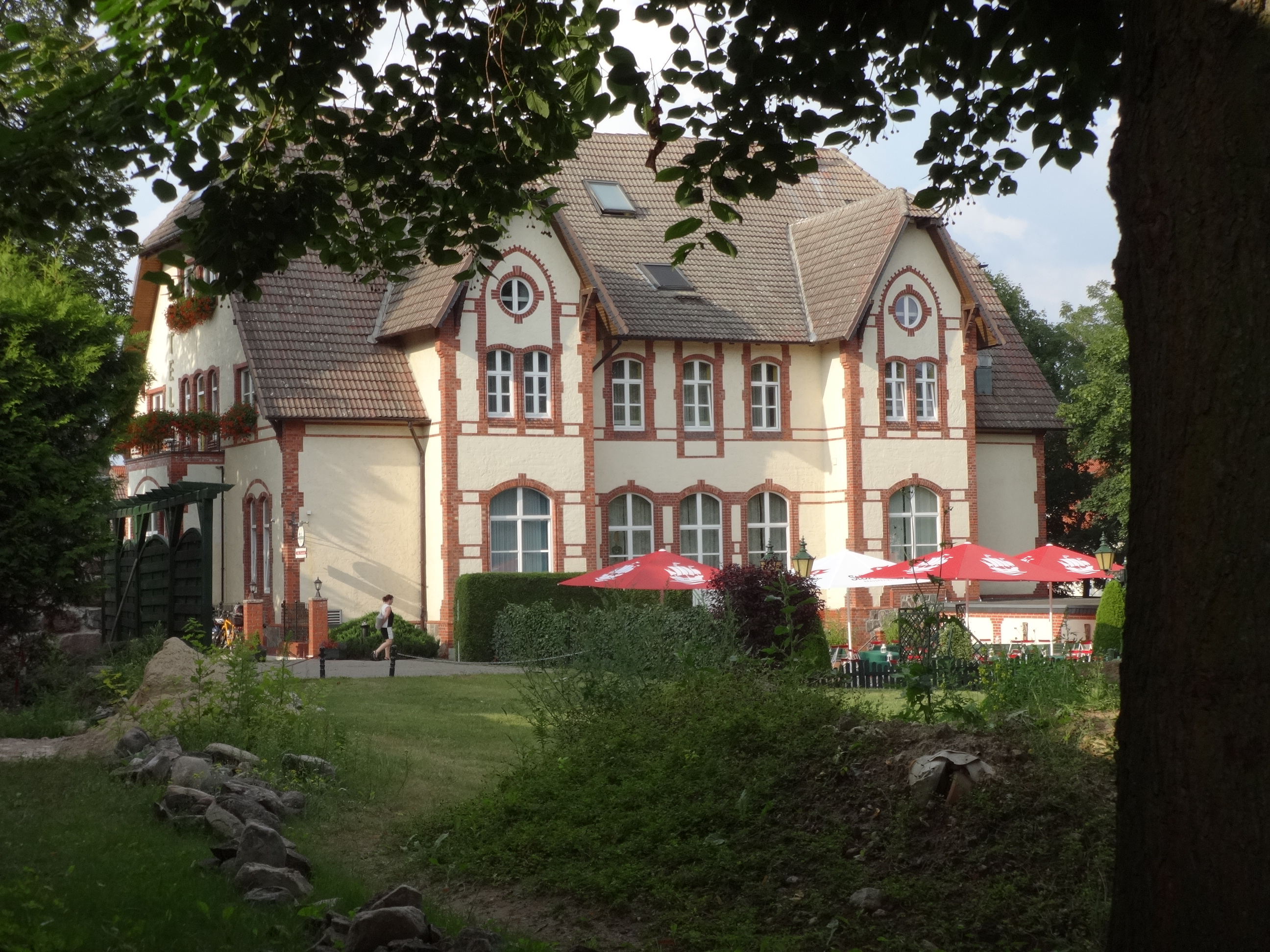
Villa Knobelsdorff (1897)

## Bekende inwoners van Pasewalk
- Talrijke Pruisische generaals en andere hoge officieren uit de periode 1717-1919, van wie velen tot adellijke families behoorden, zijn in Pasewalk geboren of hebben er lange tijd gewoond.
- Oskar Picht (* 27 mei 1871 in Pasewalk; † 15 augustus 1945 in Rehbrücke), uitvinder van een schrijfmachine voor braille- of andersoortig blindenschrift. Het plaatselijke gymnasium is naar hem genoemd; er is aan dit schoolgebouw ook een buste van hem aangebracht.